# T-26
Il T-26 è stato un carro armato leggero da supporto alla fanteria prodotto dall'Unione Sovietica a partire dal 1931.

## Origini ed evoluzione
Esso non era un progetto autonomo, perché, come praticamente tutti i tipi sovietici dell'epoca era il frutto dell'attenzione che l'URSS poneva rispetto alle realizzazioni tecniche che in Occidente stavano apparendo, con una serie di carri armati post-bellici sempre più sofisticati e mobili. Per riguadagnare il tempo perduto e l'inferiorità tecnica i sovietici, dopo aver tentato sviluppi autoctoni comprarono soprattutto licenze di produzione e veicoli campione di carri inglesi, ma anche americani.
Tra i primi, vi era il Vickers 6-Ton, o Vickers Type E, che fu utilizzato come base per lo sviluppo del T-26.
I carri armati T-26, che derivavano direttamente dal modello Vickers erano apparsi nel 1931 ed erano armati di due torrette parallele, al centro dello scafo, dotate di una mitragliatrice leggera l'una. La versione, triposto, non era sufficientemente armata, e a cominciare dalla sostituzione di una mitragliatrice leggera con una pesante nel T-26A-3 iniziò il potenziamento del modello. Il passo successivo fu quello di installare, su una torretta, un cannone da 27 mm (T-26A-4) o da 37 mm (T-26A-5).
Ma la soluzione per introdurre un armamento più pesante fu il passaggio da una torretta multipla a una singola nella versione T-26B-1 dotata di un cannone da 37 mm. Essa passò cioè da due torri monoposto a una biposto, sebbene questo impediva di ingaggiare due bersagli contemporaneamente, cosa importante per un mezzo lento, di appoggio fanteria. Ma questo significava anche avere sforzi meglio diretti e un armamento migliore.
Rapidamente, il cannone da 37 mm derivato dal pari calibro 3,7 cm PaK 36 prodotto dalla Rheinmetall, venne sostituito da uno da 45 mm con canna da 46 calibri (L/46). Questo aumentò la potenza perforante ma soprattutto esplosiva maggiore (granata da 1,4 kg a 700ms). Questo modello era noto come Modello 1933 (il precedente T-26A nelle sue varie declinazioni era noto come Modello 1931), e venne prodotto, da solo, in circa 5.500 esemplari. Va notato come questa quantità venne prodotta in appena 3 anni, per cui la cadenza produttiva arrivò a livelli eccezionali per l'epoca.
Il T-26 venne sottoposto ad ulteriori evoluzioni, allorché apparve il T-26S Modello 1937, dotato, come gli ultimi esemplari del Modello 1933, di corazza di tipo saldato anziché rivettato.
L'esperienza fatta in seguito all'impiego bellico del mezzo evidenziava il pericolo che i rivetti, anche se la corazza colpita non veniva perforata, si proiettassero talvolta verso l'interno come se fossero proiettili.
Versioni derivate del T-26 furono il lanciafiamme OT-26 con lanciafiamme al posto del cannone, lo OT-33 che aveva sia l'uno che l'altro, il gettaponte ST-26 per conferire ai reparti carri l'indispensabile mobilità nei riguardi degli ostacoli naturali, il carro comando, munito di radio a ringhiera T-26A-4(U) e T-26B-2(U). Altri tentativi furono quelli per un carro semovente con cannone da 76 mm M1927 modificato ma senza seguito.

## Tecnica
Si trattava di un carro armato leggero, con una funzione di appoggio truppe, e che era di conseguenza non particolarmente ben dotato in termini di mobilità, con un motore e trasmissione di modesta potenza complessiva, che dava una velocità relativamente bassa.

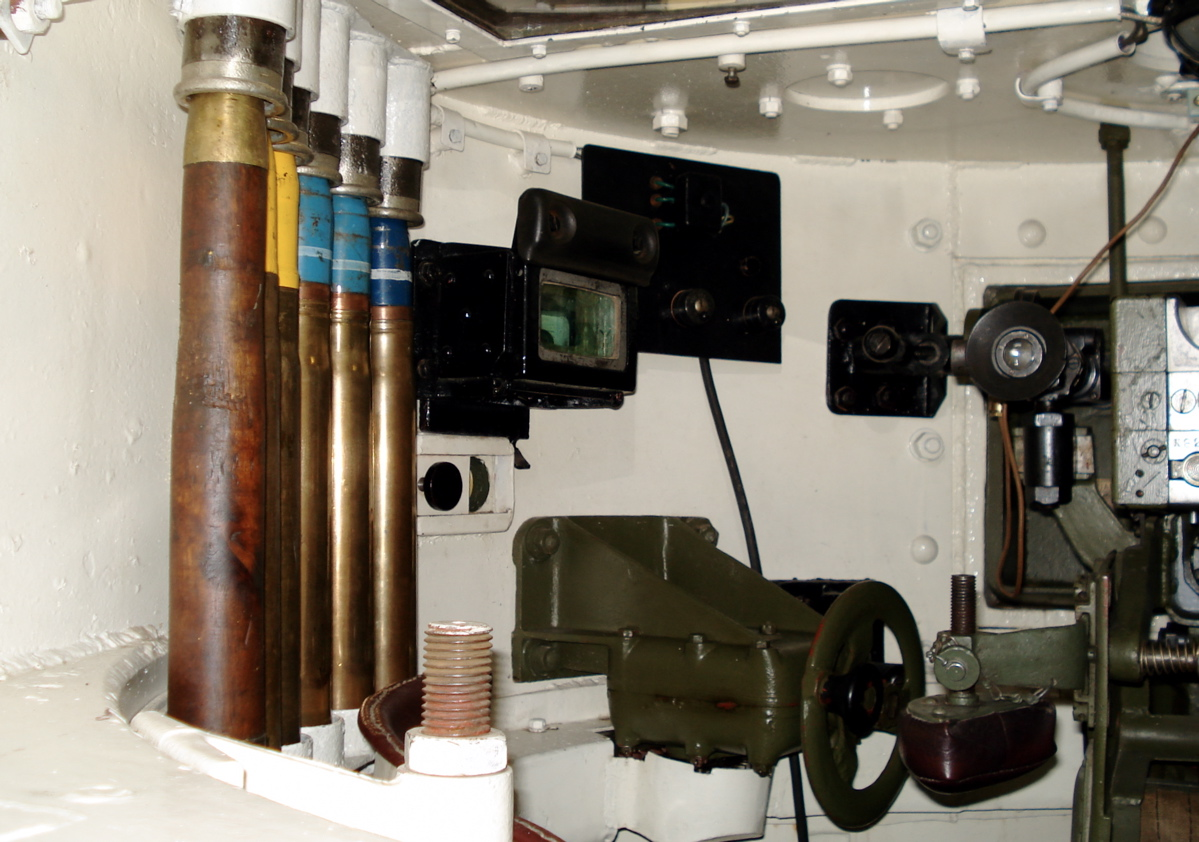
L'interno della torre del T-26

La corazzatura era data da lamiere piane, quantomeno nel modello 1933/T-26B, il più diffuso e noto carro di questa famiglia. La struttura interna era assai simile a quella di un veicolo di tipo convenzionale: pilota avanti, capocarro e cannoniere in torretta. Quest'ultima, di struttura cilindrica o rettangolare, era spostata sensibilmente sulla sinistra dello scafo. Non vi era spazio per il caricatore, ma anche con 2 uomini di equipaggio, l'ergonomia era accettabile, come anche il volume interno. Il motore era posizionato posteriormente e trasmetteva il moto alle ruote anteriori attraverso un albero di trasmissione.

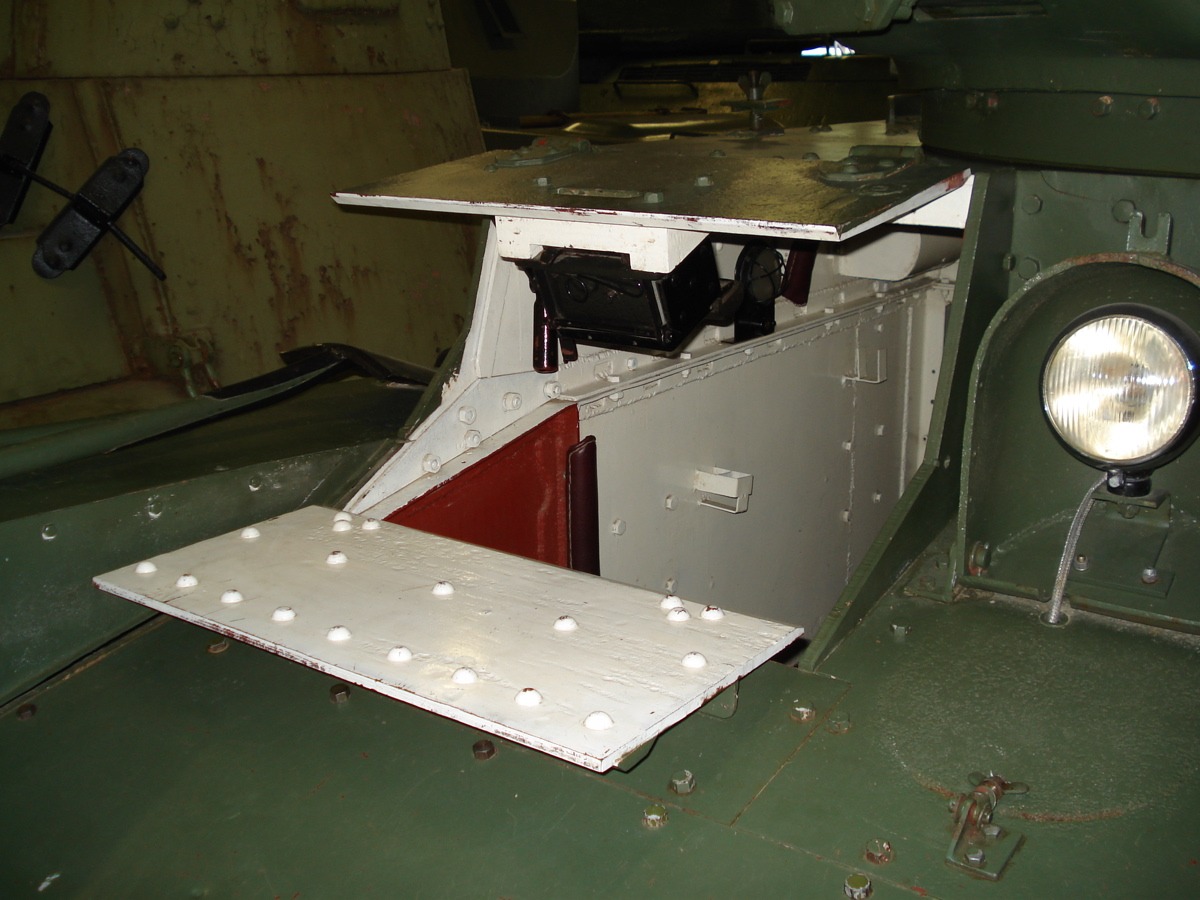
L'entrata del pilota, con sportelli anteriori, mette in evidenza la sottile corazza protettiva

Il cannone da 45 mm lungo 46 calibri era un'arma efficace, capace di avere ragione di ogni carro dell'epoca, con una gittata utile oltre i 1.000 metri. Avendo una massa due volte maggiore di quella di un proiettile da 37 mm aveva anche molta più potenza esplosiva, quindi era un'arma polivalente. Due mitragliatrici, una anteriore e una rivolta verso la parte posteriore della torre, erano presenti come armamenti ausiliari. I due uomini di equipaggio avevano portelli superiori sulla torretta, ma anche due periscopi di osservazione e di mira, anche se non una cupola per il capocarro.
La corazza era rivettata, ma gli ultimi tipi, come si è visto, erano dotati di una più affidabile corazza saldata, e che dava una migliore resistenza a parità di peso. La struttura del carro non sfruttava il vantaggio dell'inclinazione dei piani per aumentare la resistenza al tiro nemico, presentando ampie parti verticali. L'acciaio usato era di ottima qualità e valorizzava molto gli spessori, anche se essi erano intesi solo come idonei a contrastare la minaccia di schegge e proiettili leggeri.
La mobilità non era eccezionale ma era migliore di quella di molti carri da fanteria su strada, ma nel superamento degli ostacoli e fossati il veicolo palesava una certa difficoltà (rispettivamente 0,80 metri e 1,90 metri). Il treno di rotolamento, potenziato da un motore a benzina, era costituito da cingoli metallici con ruota anteriore, posteriore, 3 rulli reggicingolo e 4 carrelli a 2 ruote reggicingolo per parte.

## Impiego operativo
Il T-26 ha partecipato a numerose battaglie e campagne tra il 1937 e il 1942. La sua apparizione nella guerra civile spagnola fu rilevante, contro i carri nazionalisti CV33 e Panzer I nettamente inferiori, armati solo di mitragliatrici leggere. Il carro sovietico poteva competere anche con il più massiccio Panzer II, e aveva un cannone efficace anche oltre il chilometro.
I T-26 pur avendo una corazza di qualità, erano troppo leggeri per resistere all'artiglieria campale e controcarro, che spesso li misero fuori uso.
Contro il Giappone l'URSS andò a combattere in maniera massiccia, e vinse la battaglia di Khalkhin Gol anche grazie ai carri ivi inviati, al comando di Žukov. In questa guerra non dichiarata dell'estate 1939 i sovietici batterono i giapponesi, subendo perdite ma infliggendone molte di più. Si trattò di una vera Blitzkrieg, la prima dell'era moderna dei carri armati. Tra i veicoli furono importanti, per le manovre avvolgenti, i carri veloci BT e le blindo BA, ma non mancarono i T-26 nelle azioni di ingaggio frontale. I BT erano altrettanto leggermente corazzati e armati, ma molto più mobili e di migliore autonomia.
L'occidente seppe dei carri sovietici con l'invasione della Polonia, ma i sovietici non ebbero una grande parte in ciò, perdendo nondimeno oltre 400 carri, quasi tutti per incidenti.

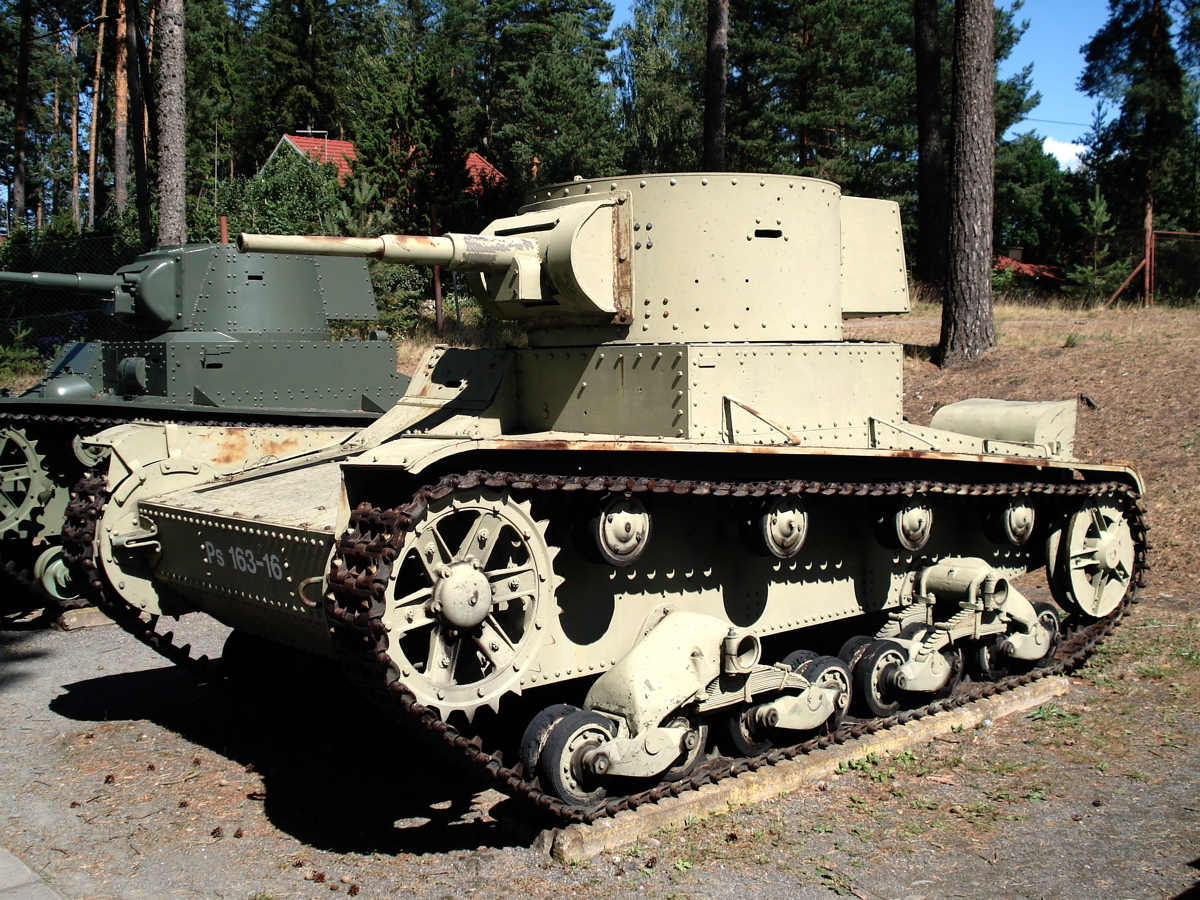
Un muto testimone della guerra russo-finlandese: il T-26B del museo di Parola

Contro la Finlandia durante la Guerra d'Inverno i carri sovietici diedero inizialmente prestazioni men che mediocri, a causa del terreno. Alla fine l'URSS vinse, ma a duro prezzo. Churchill disse che la Finlandia aveva dimostrato al mondo l'incapacità militare dell'Armata Rossa (anche per la rimozione della maggior parte degli ufficiali esperti, a causa le terribili 'purghe' staliniane). Anche Adolf Hitler, all'epoca formalmente alleato dell'URSS, ne trasse le dovute conclusioni.
Il carro era ancora in produzione nel 1941, ma questa finì quando i tedeschi si impadronirono delle fabbriche che lo producevano nel corso della loro veloce avanzata. Oltre 12 000 T-26 erano stati nel frattempo prodotti, ma si rivelarono, nonostante la loro straordinaria prolificità, superati in combattimento dai Panzer tedeschi. Quando, nella seconda guerra mondiale, fu costretto a confrontarsi con i Panzer III e i Panzer IV fu irrimediabilmente surclassato, malgrado avesse un armamento più potente di quanto spesso avessero i primi e più preciso di quanto avessero i secondi. Come al solito, non era però una questione di armamento, e forse nemmeno di corazza protettiva, ma soprattutto di mobilità, assai ridotta essendo il veicolo un carro leggero d'appoggio, e la condotta tattica, per cui spesso i carri sovietici non riuscivano ad anticipare i nemici nei loro movimenti e quando contrattaccavano venivano annientati dall'artiglieria controcarro ben posizionata.
I tedeschi non riutilizzarono il carro sovietico, se non per ruoli secondari, come il trattore d'artiglieria e poco altro.
Il T-26 aveva fatto il suo tempo, ma l'esperienza servì ai sovietici per organizzare una produzione di massa di mezzi corazzati e padroneggiare tecnologie di buon livello, come corazze di alta qualità, cannoni ad alta velocità, radio di bordo. Il vero sostituto, peraltro nell'ambito di un concetto (il carro appoggio fanteria) assai superato, fu l'enorme KV-1.

## Varianti e derivati
Negli anni trenta furono sviluppate in Unione sovietica più di 50 varianti e veicoli sperimentali basati sul T-26, dei quali 23 furono prodotti in serie tra il 1932 ed il 1941 in circa 1.701 esemplari.
| | 1932 | 1933 | 1934 | 1935 | 1936 | 1937 | 1938 | 1939 | 1940 | 1941 | TOTALE |
| --- | ---- | ---- | ---- | ---- | ---- | ---- | ---- | ---- | ---- | ---- | ------ |
| KhT-26 | 91   | 106  | 430  | 7    | -    | -    | -    | -    | -    | -    | 552    |
| KhT-130 | -    | -    | -    | -    | 10   | -    | 290  | 101  | -    | -    | 401    |
| KhT-133 | -    | -    | -    | -    | -    | -    | -    | 42   | 265  | -    | 269    |
| KhT-134 | -    | -    | -    | -    | -    | -    | -    | -    | 2    | -    | 2      |
| ST-26 | 3    | -    | 44   | 20   | 2    | 1    | -    | 1    | -    | -    | 71     |
| TT-26 and TU-263 | -    | 33   | -    | -    | 74   | -    | 55   | -    | -    | -    | 162    |
| SU-5 | -    | -    | -    | 34   | 30   | -    | -    | -    | -    | -    | 33     |
| T-26T | -    | 183  | -    | -    | 14   | -    | -    | -    | -    | -    | 197    |
| SU-26 | -    | -    | -    | -    | -    | -    | -    | -    | -    | 14   | 14     |
| 1Consegnati nel 1933 2Prototipi 3Teletank e veicoli telecomandati di ogni tipo 4Prototipi di SU-5-1, SU-5-2, SU-5-3 |      |      |      |      |      |      |      |      |      |      |        |

### Carri lanciafiamme

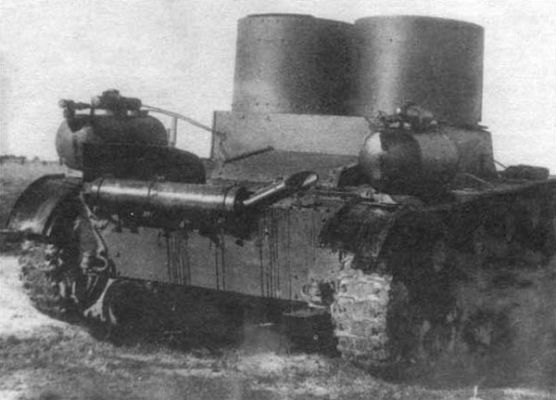
T-26 mod. 1931 con equipaggiamento da guerra chimica TKhP-3.

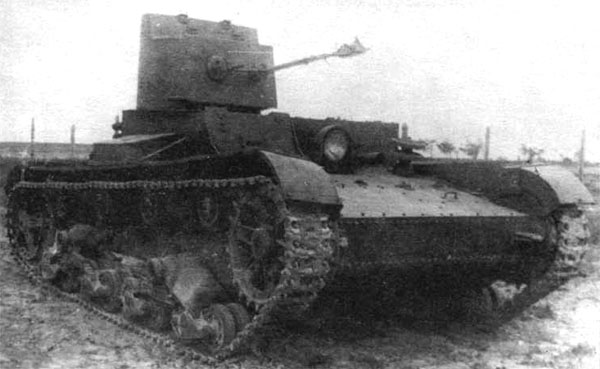
Carro lanciafiamme KhT-26. Questo veicolo venne prodotto nel 1935 e parzialmente modernizzato tra il 1938 ed il 1940 con nuove ruote portanti con cingoli rimovibili ed un faro corazzato.

I carri lanciafiamme costituirono circa il 12% della produzione di serie del T-26. Questi carri erano denominati "KhT" (Khimicheskiy Tank, "carro chimico") o "BKhM" (Boevaya Khimicheskaya Mashina; "veicolo da guerra chimica") nei documenti coevi. Questi veicoli erano destinati, oltre che all'uso del lanciafiamme, anche alla dispersione di agenti chimici e di cortine fumogene tramite l'equipaggiamento TKhP-3, sviluppato nel 1932 e facilmente installabile su tutti i carri T-26.
- KhT-26 (OT-26) — variante lanciafiamme sviluppata nel 1933. Basata sul T-26 mod. 1931 con doppia torretta. Una torretta era equipaggiata con il lanciafiamme mentre la seconda veniva rimossa.
- KhT-130 (OT-130) — variante lanciafiamme sviluppata nel 1933. Usava la torretta singola da 45 mm, con il cannone rimosso e sostituito dal lanciafiamme.
- KhT-133 (OT-133) — variante lanciafiamme del mod. 1939. Un cannone sostituito con il lanciafiamme.
- KhT-134 (OT-134) — variante lanciafiamme del mod. 1939, con cannone da 45 mm.

### Veicoli pionieri

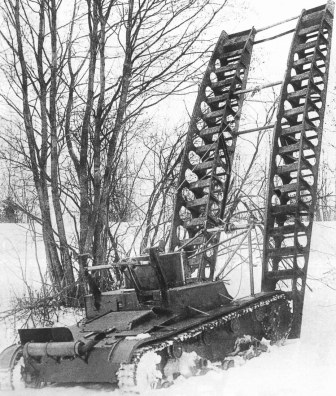
Un carro pioniere ST-26 con sistema gettaponte, durante le prove a marzo 1933.

- ST-26[7][8][9] ("ST" sta per saperniy tank, "carro geniere") — carro pioniere del genio, veicolo gettaponte basato sul T-26 mod. 1931 con doppia torretta. Sviluppato all'inizio del 1932, aveva solo una torretta accorciato al centro dello scafo armata con una mitragliatrice DT con 1.008 colpi e settore di tiro di 211°. L'equipaggiamento speciale consisteva in un ponte metallico lungo 7,35 m e pesante 1.100 kg, nei supporti per il ponte (un telaio frontale con due forche e due rulli guida, due forche ed un rullo inferiore, un telaio posteriore con due rulli guida) e nel verricello (azionato dal motore del carro). Il ST-26 era pensato per consentire ai carri T-27, T-26 e BT di superare trincee e fossati di 6-6,5 m di larghezza e barriere alte più di 2 m: la portata massima del ponte era infatti di 14 t. Il ponte poteva essere lanciato con l'aiuto del verricello in 25-40 secondi senza che l'equipaggio dovesse uscire dal carro. L'operazione di recupero richiedeva 2-3 minuti ed il capocarro doveva invece scendere dal veicolo per controllare il processo.

Caratteristiche tecniche: peso: 9,5-10 t - equipaggio: 2 (capocarro e pilota) - velocità: 28 km/h - autonomia: 120 km.
Altre varianti del ST-26 vennero testate nel 1932: una con sistema di lancio a scorrimento, era dotata di un enorme telaio guida e di una speciale asta, lanciava il ponte in 3 minuti e 20 secondi, recuperandolo in 6-7 minuti; la seconda variante con sistema di lancio a ribaltamento, dotato di asta oscillante e guida a pignone e cremagliera. Tutte e tre le versioni vennero testate nell'estate del 1933 ma la prima, quella con sistema di lancio a verricello, si dimostrò la più affidabile e meno complicata da mantenere. Venne così ordinata in 100 esemplari alla fine del 1933, ma la Fabbrica N. 174 produsse solo 44 mezzi nel 1934 e 20 l'anno successivo. Il ritardo era da attribuire alla produzione semiartigianale del ponte metallico.
In totale, tra gettaponte di serie e sperimentali, dal 1932 al 1939 vennero prodotti 71 carri: 65 ST-26 con sistema a verricello, 1 ST-26 con sistema a scorrimento, 1 ST-26 con sistema ribaltabile, 2 UST-26 e 2 ST-26 con sistema di lancio a leva.
Dieci ST-26 vennero usati nell'istmo careliano durante la guerra d'inverno (9 con sistema a verricello e 1 con sistema a leva). Le unità corazzate dell'Armata Rossa schieravano 57 carri gettaponte il 1º giugno 1941, ma di questi solo 12 ST-26 erano operativi.
- UST-26[10] (UST è un'abbreviazione per usoveršenstvovannij sapernij tank) - mod. 1936 era una versione migliorata del ST-26 introdotta nel 1936 per ovviare alle frequenti rotture dei cavi del verricello e dei supporti del ponte del ST-26. Questa versione impiegava un sistema di lancio a leva, con due leve ed un cilindro idraulico. La Fabbrica N. 174 assemblò due UST-26 di serie.

### Carri a controllo remoto
- TT-26 — Teletank

### Semoventi d'artiglieria

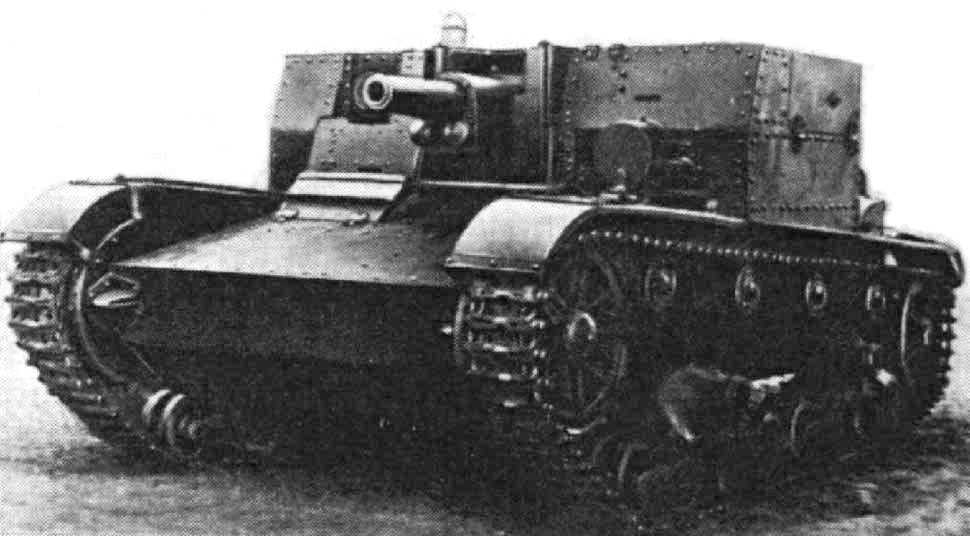
AT-1 armato con cannone da carro da 76,2 mm PS-3.

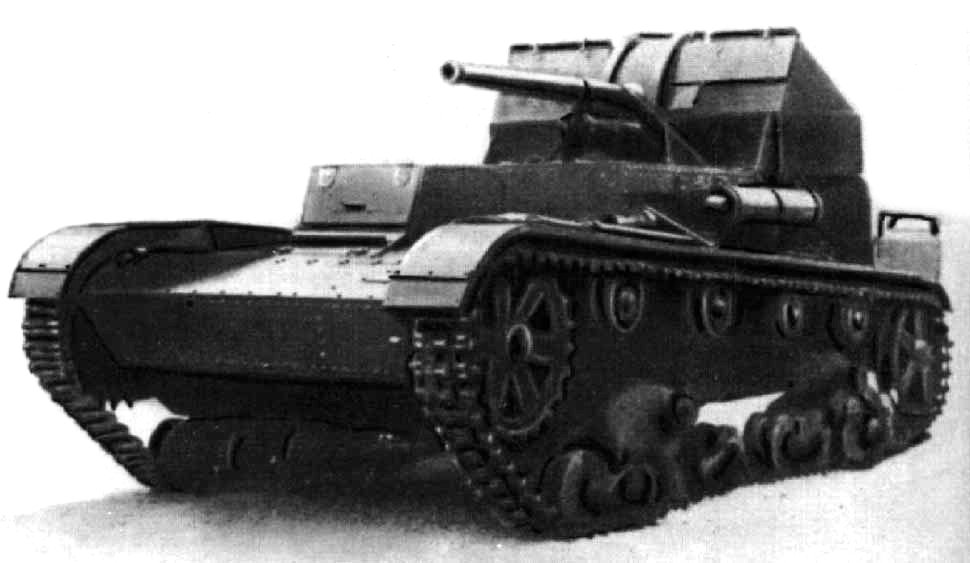
Semovente SU-5-1 armato con cannone divisionale 76 mm M1902/30.

- SU-1 — Semovente d'artiglieria armato con il cannone d'accompagnamento da 76 mm M1927. Venne costruito un solo esemplare completamente equipaggiato, testato nel 1931.
- AT-1 — Cannone d'assalto armato con cannone da carro da 76,2 mm PS-3 o L-7. Due carri funzionanti furono costruiti e testati nel 1935; venne pianificata la produzione di 10 AT-1 nel 1936, in seguito cancellata.
- SU-5-1 — Semovente d'artiglieria armato con il cannone divisionale 76 mm M1902/30, con vano di combattimento a cielo aperto. Un singolo prototipo costruito nel 1934.
- SU-5-2 — Semovente d'artiglieria armato con l'obice 122 mm M1910/30, con vano di combattimento a cielo aperto. Un prototipo costruito nel 1934, seguito da 30 veicoli di serie nel 1936.
- SU-5-3 — Semovente d'artiglieria armato con l'obice divisionale 152 mm M1931 (NM), con vano di combattimento a cielo aperto. Un prototipo costruito nel 1934.
- SU-6 — Semovente antiaereo armato con cannone antiaereo da 76,2 mm 3K, con vano di combattimento a cielo aperto. Un prototipo costruito nel 1935. Venne pianificata la produzione di 4 veicoli di serie nel 1936, equipaggiati con ZSU-37 da 37 mm.
- SU-T-26 (SU-26, poi SU-76P) - Semovente antiaereo con vano di combattimento a cielo aperto, armato con mitragliera antiaerea ZSU-37 o cannone divisionale da 76 mm M1927. La Fabbrica Kirov di Leningrado costruì 14 veicoli nel 1941: 2 con mitragliere da 37 mm e 12 con cannone da 76 mm.

### Veicoli corazzati da trasporto
- TR-1 — Veicolo trasporto truppe. Prototipo costruito all'inizio del 1933. Il motore Hercules da 90 hp e la trasmissione erano postati nella parte frontale del veicolo. Una cabina corazzata posteriore trasportava i fanti, dotata di portellone posteriore e 6 feritoie laterali. Il veicolo era disarmato. Testato tra agosto ed ottobre 1933 a Kubinka.

Caratteristiche tecniche: peso: 9,455 t - equipaggio: 2 (capocarro e pilota) + 14 fanti - corazzatura: 4–10 mm.
- TR-4 — Veicolo trasporto truppe
- TR-26 — Veicolo trasporto truppe
- TR4-1 — Veicolo porta-munizioni
- TB-26 — Veicolo porta-munizioni
- T-26Ts — Veicolo rifornimento carburante
- TTs-26 — Veicolo rifornimento carburante

### Veicoli da ricognizione

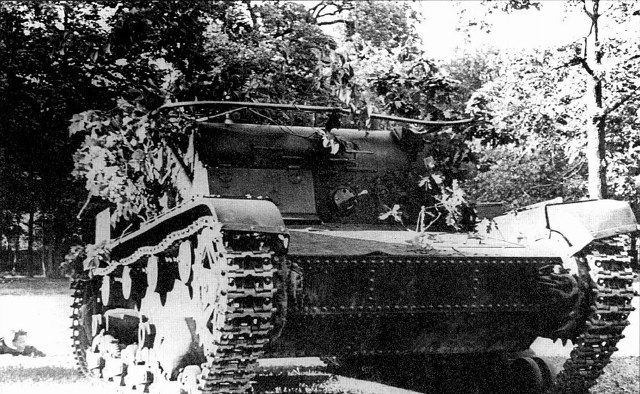
Carro da ricognizione BSNP. Notare l'antenna radio a corrimano e le due finestre per il telemetro ottico sulla piastra frontale dello scafo. Luglio 1941.

- TN[11] ("TN" sta per tank nabljudenija o "carro da osservazione"): versione sperimentale di carro da osservazione basato sullo scafo del trattore d'artiglieria T-26T e destinato alla ricognizione in prima linea ed all'osservazione del tiro d'artiglieria. Sviluppato dall'ufficio progettazione del Deposito approvvigionamento militare N. 37 di Mosca nel settembre 1934. Venne costruito un singolo veicolo, testato con successo nel 1935. Lo sviluppo venne comunque interrotto. Il TN aveva una casamatta corazzata invece della torretta, armata con una mitragliatrice DT (dotata di 4.980 colpi). L'equipaggiamento speciale consisteva di una stazione radio 71-TK-1 con antenna a corrimano intorno alla cabina, un telemetro ottico Zeiss (con base da 500 mm), un'ottica panoramica PTK per il capocarro, una girobussola, goniometro, calcolatore di angolo morto, predittore, tavola per mappe, telegrafo semaforico SPVO e due telefoni UNAF con naspo per i fili.

Caratteristiche tecniche: peso: 8,1 t - equipaggio: 3 - corazzatura: 6–15 mm - velocità: 28 km/h - autonomia: 130 km.
- BSNP: il TN, in deposito presso la Fabbrica N. 185, venne ricostruito come BSNP (bronirovannij samochodnij nabljudatel'nij punkt - "posto di osservazione semovente corazzato") nel 1939. Era equipaggiato con una stazione radio 71-TK, un telemetro ottico Invert (con base da 700 mm), ottica panoramica PTK per il capocarro, bussola magnetica, periscopio retraibile per l'osservazione a lunga distanza PDN (ingrandimento 10× e campo di 5°), due telefoni da campo con due naspi di cavi ed un goniometro sviluppato dall'Istituto di ricerca N. 22. Il veicolo venne testato nell'estate 1939 e la commissione di ispezione giunse alla conclusione che il BSNP era un veicolo molto utile per l'osservazione del tiro di artiglieria e per il coordinamento tra artiglieria, carri e fanteria sul campo di battaglia, ma la qualità degli equipaggiamenti e la loro installazione non consentivano un uso ottimale del veicolo. Venne quindi raccomandato un miglioramento del mezzo ma tutti i lavori vennero invece interrotti.
- T-26FT[11][12]("FR" sta per foto tank o "carro fotografico"): veicolo da ricognizione sperimentale basato sul T-26 mod. 1933, destinato a filmare e fotografare le opere difensive nemiche, sia da fermo che in movimento. Il T-26FT conservava la normale torretta cilindrica, con un'antenna radio a corrimano, ma il cannone da 45 mm era sostituito da un simulacro in legno. L'armamento era limitato ad una mitragliatrice DT con 441 colpi a bordo. Sul lato sinistro della torretta erano ricavate due piccole feritoie da 80 mm di diametro, munite di lenti e portelli corazzati azionati elettricamente. All'interno del veicolo erano due compartimenti speciali: uno per le riprese fotografiche e cinematografiche, equipaggiato con una fotocamera semiautomatica pesante Kinamo, una cinepresa, un periscopio sincronizzato con entrambe le precedenti ed una stazione radio; l'altro comparto era per lo sviluppo fotografico ed era equipaggiato con una girobussola Anschütz e un apparato per l'ingrandimento e lo sviluppo delle pellicole. L'equipaggio era formato da 3 uomini: pilota e due operatori foto-cinematografici. Venne costruito un singolo veicolo nel 1937, testato a Kubinka nel gennaio-febbraio 1938. Non seguirono sviluppi operativi.

### Trattori d'artiglieria

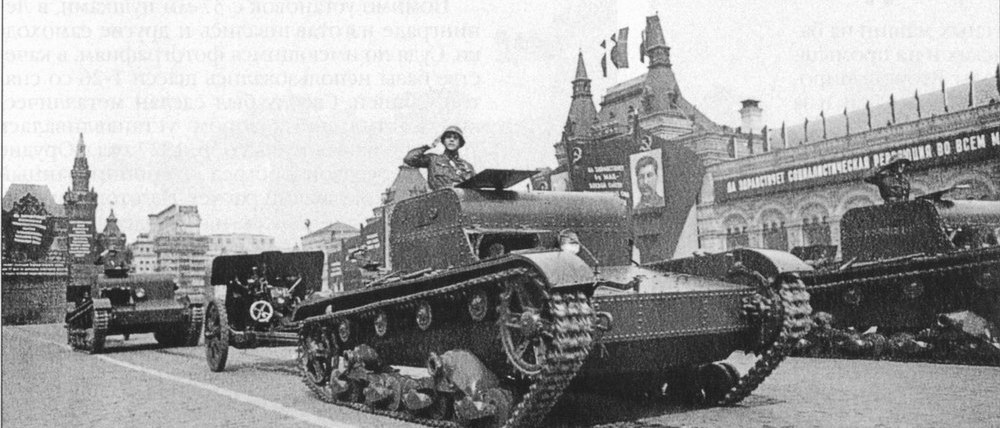
Trattore d'artiglieria T-26T traina un 76,2 mm M1936. Parata militare in Piazza Rossa. 1º maggio 1937.

- T-26T[13][14] ("T" sta per tjagač o "trattore") — trattore d'artiglieria corazzato basato sullo scafo del T-26. Due varianti disarmate vennero sviluppate nel 1932: una con cabina aperta protetta da telonatura in canapa e finestrature in celluloide; una con cabina corazzata, dotata di portello frontale in due elementi per il pilota, due portelli sul tettuccio e portelli di osservazione laterali e posteriori. I veicoli erano dotati di uno speciale sistema di traino per cannoni divisionali da 76,2 mm, obici da 122 e 152 mm e rimorchi da 7 t.

Caratteristiche tecniche: peso: 7,7-8,1 t - equipaggio: 1 (pilota) + 4-5 (serventi del pezzo) - corazzatura: 6–15 mm - velocità: 28 km/h, 15 km/h con 5 t al gancio- autonomia: 120 km con 5 t al gancio.
Nel 1933 furono prodotti 183 trattori T-26T. nel 1936 vennero prodotti 14 trattori dotati di motore potenziato e sistema di traino migliorato, 10 dei quali con cabina corazzata. Le prove sul campo ed il servizio al fronte dimostrarono che il mezzo era sottopotenziato per il traino fuoristrada di carichi maggiori di 5 t, così i mezzi non ebbero ulteriori sviluppi. Anche circa 20 carri T-26 delle prime versioni vennero convertiti in trattori dalle officine dell'esercito tra il 1937 ed il 1939. Nel maggio 1941 vecchi carri con doppia torretta vennero ceduti, disarmati, dalle unità corazzate orientali per essere trasformati in trattori per pezzi reggimentali ed anticarro dei corpi d'armata meccanizzati.
Le unità di carri e di fanteria meccanizzata dell'Armata Rossa schieravano 211 trattori basati su scafo T-26 il 1º giugno 1941. Quasi tutti i T-26T dei distretti militari di frontiera vennero perduti nelle prime settimane della Grande Guerra Patriottica. Pochi rimasero in servizio di prima linea fino al 1942.